# 現代化理論
現代化理論是一个用来解释社会内部现代化过程的理论，该理论源自马克斯·韦伯的观点，经塔尔科特·帕森斯发展，关注国家内部因素，认为传统国家於“获得协助”的情況下可以按照和更发达国家同样的方式实现发展。该理论是20世纪50年代至60年代社会科学的主导性范式，后一度衰落，1991年后再度兴起，但仍具有争议。

## 要旨
现代化理论既试图确定有助于社会进步和社会发展的社会变量，也试图解释社会进化的过程。现代化理论受到源自社会主义和自由市场意识形态、世界体系理论理论家、全球化理论家和依附理论家等的批评。现代化理论不仅强调变化的过程，而且强调对变化的反应。它还着眼于内部动态，同时涉及社会和文化结构以及新技术的适应。
现代化是指从“前现代”或“传统社会”向“现代”社会逐步过渡的模式。现代化理论表明，传统社会将随着他们采用更现代的实践而发展。现代化理论的支持者声称，现代国家更富有、更强大，其公民可以更自由地享受更高的生活水平。诸如新数据技术之类的发展以及更新运输、通信和生产中传统方法的需要使现代化成为必要，或者至少优于现状。这种观点使批评变得困难，因为它意味着这种发展控制着人类互动的极限，而不是相反。然而，看似矛盾的是，它也意味着人类能动性控制着现代化的速度和严重程度。据推测，正在经历现代化进程的社会通常会达到由抽象原则支配的治理形式，而不是被传统所支配。根据该理论，传统宗教信仰和文化特征通常随着现代化的深入而变得不那么重要。
今天，现代化的概念被理解为三种不同的含义：
- 1）西欧和北美与欧洲新时代相关的内部发展；
- 2）作为不属于第一组国家的国家追赶的过程；
- 3）作为最现代化社会（西欧和北美）的进化发展过程，即现代化作为一个永久性过程，通过改革和创新进行，今天意味着向后工业社会的过渡。[3]

历史学家将现代化与城市化和工业化的过程以及教育的传播联系起来。正如 Kendall (2007) 所说，“城市化伴随着现代化和工业化的快速进程。” 在社会学批判理论中，现代化与一个总体合理化的过程。当社会内部的现代化程度提高时，个人变得越来越重要，最终取代家庭或社区成为社会的基本单位。它也是传统的大学预修课程世界历史课程中教授的科目。